# چارلز ساعتچی
چارلز ساعتچی (انگلیسی:Charles Saatchi) (متولد ۱۹۴۳ میلادی) یک تاجر انگلیسی با اصلیت یهودی بغدادی است، که یکی از دو مؤسس شرکت تبلیغاتی ساعتچی و ساعتچی، به همراه برادرش موریس است. دو برادر ساعتچی شرکت خود را که بزرگترین شرکت تبلیغاتی تمامی دنیا بود، تا سال ۱۹۹۵ در اختیار داشتند تا اینکه مجبور به خروج از آن شدند. آن‌ها شرکت جدیدتری به نام م اند سی ساعتچی تأسیس کردند. چارلز همچنین به آثار هنری علاقه خاصی دارد و گالری ساعتچی متعلق به اوست.

## زندگینامه
چارلز ساعتچی دومین از چهار پسر ناتان ساعتچی و دیزی عزر بود، که از خانواده‌های بسیار ثروتمند یهودی عراق بودند. ناتان، پدر او، تاجر پارچه بود و در سال ۱۹۴۷ به دلیل ترس از یهودستیزی بعد از تشکیل کشور اسراییل به انگلیس رفت و در لندن ساکن شد. ناتان دو کارخانه پارچه در انگلیس خریداری کرد و تجارت موفقی راه انداخت. چارلز به کالج کرایست رفت. در این زمان او به موسیقی پاپ آمریکایی بسیار علاقه‌مند شد. او همچنین به جمع‌آوری آثار عتیقه و هنری پرداخت. در سال ۱۹۷۰ او شرکت تبلیغاتی ساعتچی و ساعتچی را با برادر خود موریس آغاز نمود. در سال ۱۹۸۶ این شرکت، بزرگترین شرکت تبلیغاتی دنیا بود. شرکت او در کمپین تبلیغاتی مارگارت تاچر و پیروزی او در انتخابات نقش مهمی داشت. بعد از مدتی او و برادرش شرکت ساعتچی و ساعتچی را ترک کردند و شرکت م اند سی ساعتچی را تأسیس نمودند.